# Hollenbach
Hollenbach – miejscowość i gmina w Niemczech, w kraju związkowym Bawaria, w rejencji Szwabia, w regionie Augsburg, w powiecie Aichach-Friedberg. Leży około 5 km na północny zachód od Aichach.

## Demografia
| Rok  | Liczba mieszk. |
| ---- | -------------- |
| 1970 | 1 681          |
| 1987 | 1 996          |
| 2000 | 2 303          |

## Polityka
Wójtem gminy jest Johann Riß z Bürgerwille 90, rada gminy składa się z 14 osób.
|      | CSU/FWG | Bürgerwille 90 | Aktive Bürger | Razem |
| 2008 | 7       | 5              | 2             | 14    |
| 2002 | 6       | 6              | 2             | 14    |